# Cornelia Sirch
Cornelia Sirch (Jena, 23 ottobre 1966) è un'ex nuotatrice tedesca.
Specializzata nel dorso e nei misti, ha vinto due medaglie di bronzo alle Olimpiadi di Seoul 1988, nei 100 m e 200 m dorso.
Ha vinto un oro alle olimpiadi nella staffetta mista alle olimpiadi del 1988. 

## Palmarès
- Olimpiadi
  - Seoul 1988: bronzo nei 100 m e 200 m dorso.
- Mondiali
  - 1982 - Guayaquil: oro nei 200 m dorso.
  - 1986 - Madrid: oro nei 200 m dorso.
- Europei
  - 1981 - Spalato: argento nei 100 m dorso.
  - 1983 - Roma: oro nei 200 m dorso e nelle staffette 4x100 m e 4x200 m sl, argento nei 100 m dorso.
  - 1985 - Sofia: oro nei 200 m dorso e argento nei 400 m misti.
  - 1987 - Strasburgo: oro nei 200 m dorso e 200 m misti.